# 音MAD
音MAD（日语：／ oto maddo），是音系MAD（日语：／ oto-kei maddo）的缩写，在華文圈內又被稱為鬼畜，为MAD片的衍生分支以及網路文化之一。在西文也会被称为YTPMV，不過在大多數情況下，YTPMV較常被拿來代指一種原曲不使用，且PV以畫中畫手法表現的音MAD子類型。音MAD與MAD片的分別在於，MAD片注重“素材画面与背景音乐的搭配”，而音MAD注重“素材声音与背景音乐的搭配”，兩者均屬於二次創作。除此之外，因為網友在製作音MAD時經常使用相同的素材，這種影片的盛行也成為了一種網路迷因。
因為這種文化的盛行多半來自Niconico動畫等ACG相關網站，加上音樂素材往往出自ACG作品，因此音MAD也被視為屬於御宅文化。

## 製作過程
音MAD在本质上等同于重混，制作过程也与它相似。製作音MAD時通常會調整素材的声音，例如改变其音高和音长，使其达到某些乐器的效果，或者是調節聲音的時間使其與原曲同步。有些音MAD甚至直接不使用背景音乐，而是直接用經调整的素材音频制作並还原原曲（这类视频称作）。有的素材是通過將人聲修改而來的，像VOCALOID唱歌一般，称作人力VOCALOID。由于音MAD在制作视频的基础上还要制作音频，它在一定程度上可以说是比MAD片需要更多的技术。
音MAD作者通常會使用Vegas Pro、REAPER或FL Studio（有時使用UTAU或Cubase等人声歌唱軟件，以及After Effects等视频特效软件；日系音MAD作者則更常一起使用AviUtl、Vegas Pro和REAPER）。人力VOCALOID作者通常使用Vegas Pro或Premiere Pro、UTAU、Melodyne、Vocalshifter以及Audition（偶尔使用FL Studio和Cubase等作曲軟件，以及After Effects等特效软件）。

## 删除风险
2018年3月，中国国家新闻出版广电总局办公厅发布《关于进一步规范网络视听节目传播秩序的通知》，要求“坚决禁止非法抓取、剪拼改编视听节目的行为”。在這個通知下，製作某些類型的鬼畜视频屬违规行为，国家广电总局广播电视发展研究中心对此回应称，《通知》作出了清晰明确的要求：一是网络视听节目要符合《中华人民共和国著作权法》的规定，二是网络视听节目的内容要健康向上正能量，三是“鼓励和支持合法合规的网络视听节目业态创新”。
音MAD社群也出現著作權的問題，一些版权方并不允许将原作品的画面直接用于音MAD中，曾經發生過幾次大量視頻被刪除的事件，像是Nioconico在2010年6月左右發生的《ChargeMan研！》的MAD影片被大量刪除事件，以及《死亡筆記本》動畫素材相關視頻被大量移除事件，MAD圈也因此受到打擊。在中國大陸，音MAD社群也同樣面臨挑戰。2019年，蔡徐坤曾經向Bilibili寄出律師函，警告網友不要多次使用其視頻作為音MAD素材；而央視曾經點名b站，認為其充斥著低俗內容，因此2018年夏天站方刪除了海量的比利·海靈頓相關音MAD影片，從此每個音MAD作品也得到嚴厲審查。
2022年，以《最终幻想X》的角色瓦卡和提达为主要内容的音MAD作品《おとわっか》被游戏制作方史克威尔艾尼克斯以“版权原因”要求而删除，但有观点认为实际是因为该视频的一段瓦卡和提达的男同性恋创作爆红而导致史克威尔艾尼克斯必须对其表态。